# Campeonato Mundial de Natação em Piscina Curta de 2016 - 50 m borboleta feminino
A prova dos 50 metros nado borboleta feminino do Campeonato Mundial de Natação em Piscina Curta de 2016 foi disputado entre 8 e 9 de dezembro no Centro WFCU em Windsor, Canadá.

## Recordes
Antes desta competição, os recordes mundiais e do campeonato nesta prova eram os seguintes:
|                       | Nome              | Nacionalidade | Tempo | Local     | Data                   |
| --------------------- | ----------------- | ------------- | ----- | --------- | ---------------------- |
| Recorde mundial       | Therese Alshammar | Suécia        | 24.38 | Singapura | 22 de dezembro de 2009 |
| Recorde do campeonato | Sarah Sjöström    | Suécia        | 24.58 | Doha      | 5 de dezembro de 2014  |

## Medalhistas
| Ouro                   | Prata               | Bronze            |
| Jeanette Ottesen (DEN) | Kelsi Worrell (USA) | Rikako Ikee (JPN) |

## Resultados

### Eliminatórias
As eliminatórias ocorreram dia 8 de dezembro com um total de 77 nadadoras.  
| Colocação | Bateria | Raia | Nome                   | Nacionalidade            | Tempo   | Notas  |
| --------- | ------- | ---- | ---------------------- | ------------------------ | ------- | ------ |
| 1.        | 8       | 3    | Kelsi Worrell          | Estados Unidos           | 24,94   | Q,     |
| 2.        | 6       | 4    | Silvia Di Pietro       | Itália                   | 25,37   | Q      |
| 3.        | 8       | 4    | Jeanette Ottesen       | Dinamarca                | 25,38   | Q      |
| 4.        | 8       | 6    | Rikako Ikee            | Japão                    | 25,55   | Q, WJR |
| 5.        | 8       | 5    | Maaike de Waard        | Países Baixos            | 25,62   | Q      |
| 6.        | 7       | 4    | Mélanie Henique        | França                   | 25,65   | Q      |
| 7.        | 6       | 8    | Emily Washer           | Austrália                | 25,88   | Q      |
| 7.        | 8       | 2    | Emilie Beckmann        | Dinamarca                | 25,88   | Q      |
| 9.        | 6       | 6    | Katerine Savard        | Canadá                   | 25,96   | Q      |
| 10.       | 6       | 1    | Sarah Gibson           | Estados Unidos           | 25,98   | Q      |
| 11.       | 7       | 7    | Sara Junevik           | Suécia                   | 26,06   | Q      |
| 12.       | 6       | 2    | Swietłana Czimrowa     | Rússia                   | 26,11   | Q      |
| 12.       | 7       | 6    | Kimberly Buys          | Bélgica                  | 26,11   | Q      |
| 14.       | 8       | 1    | Lucie Svěcená          | Chéquia                  | 26,18   | Q      |
| 15.       | 7       | 3    | Bryndis Hansen         | Islândia                 | 26,22   | Q      |
| 16.       | 6       | 7    | Nastja Govejšek        | Eslovênia                | 26,26   | Q      |
| 17.       | 8       | 8    | Tayla Lovemore         | África do Sul            | 26,35   |        |
| 18.       | 7       | 1    | Marie Wattel           | França                   | 26,38   |        |
| 19.       | 7       | 2    | Daiene Dias            | Brasil                   | 26,43   |        |
| 20.       | 8       | 7    | Rozalija Nasrietdinowa | Rússia                   | 26,49   |        |
| 21.       | 8       | 0    | Asuka Kobayashi        | Japão                    | 26,63   |        |
| 22.       | 5       | 4    | Zhou Yilin             | China                    | 26,67   |        |
| 23.       | 8       | 9    | Sze Hang Yu            | Hong Kong                | 26,83   |        |
| 24.       | 6       | 0    | Amina Kajtaz           | Bósnia e Herzegovina     | 26,87   |        |
| 25.       | 6       | 9    | Jenjira Srisa-Ard      | Tailândia                | 26,93   |        |
| 25.       | 7       | 8    | Barbora Mišendová      | Eslováquia               | 26,93   |        |
| 27.       | 5       | 7    | Felicity Passon        | Seicheles                | 27,20   |        |
| 28.       | 7       | 9    | Gabriela Ņikitina      | Lituânia                 | 27,23   |        |
| 29.       | 7       | 0    | Fanny Teijonsalo       | Finlândia                | 27,35   |        |
| 30.       | 5       | 3    | Barbora Seemanová      | Chéquia                  | 27,36   |        |
| 31.       | 5       | 1    | Lin Pei-wun            | Taipé Chinesa            | 27,38   |        |
| 32.       | 7       | 5    | Lu Ying                | China                    | 27,47   |        |
| 33.       | 5       | 5    | Marina Chan            | Singapura                | 27,57   |        |
| 34.       | 4       | 1    | Hanna-Maria Seppälä    | Finlândia                | 27,58   |        |
| 35.       | 5       | 6    | María José Ribera      | Bolívia                  | 27,86   |        |
| 36.       | 5       | 8    | Beatričė Kanapienytė   | Lituânia                 | 27,89   |        |
| 37.       | 4       | 4    | Nicole Rautemberg      | Paraguai                 | 28,03   |        |
| 38.       | 4       | 5    | Emily Muteti           | Quênia                   | 28,04   |        |
| 39.       | 4       | 8    | Celina Marquez         | El Salvador              | 28,05   |        |
| 40.       | 5       | 9    | Hoong En Qi            | Singapura                | 28,06   |        |
| 41.       | 4       | 6    | Jasmine Alkhaldi       | Filipinas                | 28,08   |        |
| 42.       | 5       | 0    | Chade Nersicio         | Curaçau                  | 28,16   |        |
| 43.       | 5       | 2    | Nida Eliz Üstündağ     | Turquia                  | 28,21   |        |
| 44.       | 4       | 3    | Kelsie Campbell        | Jamaica                  | 28,27   |        |
| 45.       | 3       | 5    | Allyson Ponson         | Aruba                    | 28,38   |        |
| 46.       | 4       | 2    | Bexx Heyliger          | Bermudas                 | 28,43   |        |
| 47.       | 3       | 2    | Caylee Watson          | Ilhas Virgens Americanas | 28,44   |        |
| 48.       | 2       | 4    | Matelita Buadromo      | Fiji                     | 28,83   |        |
| 49.       | 3       | 4    | Katie Kyle             | Santa Lúcia              | 29,05   |        |
| 50.       | 4       | 7    | Izzy Joachim           | São Vicente e Granadinas | 29,07   |        |
| 51.       | 3       | 3    | Jennifer Rizkallah     | Líbano                   | 29,36   |        |
| 52.       | 3       | 8    | Long Chi Wai           | Macau                    | 29,47   |        |
| 53.       | 1       | 2    | Anastasia Bogdanovski  | Macedônia do Norte       | 29,48   |        |
| 54.       | 4       | 9    | Samantha Roberts       | Antígua e Barbuda        | 29,52   |        |
| 55.       | 3       | 0    | Annie Hepler           | Ilhas Marshall           | 29,58   |        |
| 56.       | 3       | 7    | Ana Nobrega            | Angola                   | 29,59   |        |
| 57.       | 4       | 0    | Kuan I Cheng           | Macau                    | 29,71   |        |
| 58.       | 2       | 5    | Kim Sol-song           | Coreia do Norte          | 29,75   |        |
| 59.       | 3       | 1    | Annah Auckburaullee    | Ilhas Maurícias          | 29,85   |        |
| 60.       | 3       | 6    | Gabriela Hernandez     | Nicarágua                | 29,87   |        |
| 61.       | 2       | 3    | Alma Castillo          | Paraguai                 | 30,02   |        |
| 62.       | 2       | 0    | Sonia Tumiotto         | Tanzânia                 | 30,12   |        |
| 63.       | 3       | 9    | Mariel Mencia          | República Dominicana     | 30,14   |        |
| 64.       | 2       | 6    | Jamila Sanmoogan       | Guiana                   | 30,35   |        |
| 65.       | 2       | 2    | Christina Linares      | Gibraltar                | 30,90   |        |
| 66.       | 2       | 8    | Colleen Furgeson       | Ilhas Marshall           | 31,10   |        |
| 67.       | 2       | 1    | Flaka Pruthi           | Kosovo                   | 31,56   |        |
| 68.       | 2       | 9    | Charissa Panuve        | Tonga                    | 32,34   |        |
| 69.       | 1       | 4    | Angel de Jesus         | Marianas Setentrionais   | 32,65   |        |
| 70.       | 1       | 5    | Vitiny Hemthon         | Camboja                  | 32,77   |        |
| 71.       | 2       | 7    | Diana Basho            | Albânia                  | 32,97   |        |
| 72.       | 1       | 3    | Anthea Mudanye         | Uganda                   | 34,97   |        |
| 73.       | 1       | 6    | Sompathana Chamberlain | Laos                     | 35,82   |        |
| 74. !     | 1       | 1    | Fatoumata Samassékou   | Mali                     | 99,99 ! | DNS    |
| 74. !     | 1       | 7    | Rahel Gebreselassie    | Etiópia                  | 99,99 ! | DNS    |
| 74. !     | 6       | 3    | Emily Seebohm          | Austrália                | 99,99 ! | DNS    |
| 74. !     | 6       | 5    | Ranomi Kromowidjojo    | Países Baixos            | 99,99 ! | DNS    |

### Semifinal
A semifinal  ocorreu dia 8 de dezembro. 

#### Semifinal 1
| Colocação | Raia | Nome               | Nacionalidade  | Tempo | Notas |
| --------- | ---- | ------------------ | -------------- | ----- | ----- |
| 1.        | 4    | Silvia Di Pietro   | Itália         | 25,50 | Q     |
| 2.        | 5    | Rikako Ikee        | Japão          | 25,63 | Q     |
| 3.        | 3    | Mélanie Henique    | França         | 25,66 | Q     |
| 4.        | 6    | Emilie Beckmann    | Dinamarca      | 25,75 | Q     |
| 5.        | 2    | Sarah Gibson       | Estados Unidos | 25,83 |       |
| 6.        | 7    | Swietłana Czimrowa | Rússia         | 26,05 |       |
| 7.        | 1    | Lucie Svěcená      | Chéquia        | 26,09 |       |
| 8.        | 8    | Nastja Govejšek    | Eslovênia      | 26,16 |       |

#### Semifinal 2
| Colocação | Raia | Nome             | Nacionalidade  | Tempo | Notas |
| --------- | ---- | ---------------- | -------------- | ----- | ----- |
| 1.        | 4    | Kelsi Worrell    | Estados Unidos | 25,18 | Q     |
| 2.        | 5    | Jeanette Ottesen | Dinamarca      | 25,29 | Q     |
| 3.        | 3    | Maaike de Waard  | Países Baixos  | 25,59 | Q     |
| 4.        | 2    | Katerine Savard  | Canadá         | 25,76 | Q     |
| 5.        | 1    | Kimberly Buys    | Bélgica        | 25,90 |       |
| 6.        | 6    | Emily Washer     | Austrália      | 25,92 |       |
| 7.        | 7    | Sara Junevik     | Suécia         | 26,22 |       |
| 8.        | 8    | Bryndis Hansen   | Islândia       | 26,38 |       |

### Final
A final teve sua disputa realizada em 9 de dezembro. 
| Colocação         | Raia | Nome             | Nacionalidade  | Tempo | Notas |
| ----------------- | ---- | ---------------- | -------------- | ----- | ----- |
| Medalha de ouro   | 5    | Jeanette Ottesen | Dinamarca      | 24,92 |       |
| Medalha de prata  | 4    | Kelsi Worrell    | Estados Unidos | 25,27 |       |
| Medalha de bronze | 2    | Rikako Ikee      | Japão          | 25,32 | WJR   |
| 4.                | 7    | Mélanie Henique  | França         | 25,33 |       |
| 5.                | 3    | Silvia Di Pietro | Itália         | 25,35 |       |
| 6.                | 8    | Katerine Savard  | Canadá         | 25,51 |       |
| 7.                | 1    | Emilie Beckmann  | Dinamarca      | 25,54 |       |
| 8.                | 6    | Maaike de Waard  | Países Baixos  | 25,66 |       |

Legenda
| Recorde mundial       | Recorde mundial (World record)               |                       | Recorde africano                      | Recorde africano (African) |                                           | Q | Classificado por posição (Qualified) |
| Recorde do campeonato | Recorde do campeonato (Championship record)  | Recorde da América    | Recorde da América (Americas)         | q                          | Classificado por melhor tempo (Qualified) |   |                                      |
| Melhor marca do ano   | Melhor marca do ano (World leading)          | Recorde asiático      | Recorde asiático (Asian)              | DNS                        | Não largou (Did not start)                |   |                                      |
| Recorde nacional      | Recorde nacional (National record)           | Recorde europeu       | Recorde europeu (European)            | DNF                        | Não terminou (Did not finish)             |   |                                      |
| Recorde pessoal       | Recorde pessoal do atleta (Personal best)    | Recorde da Oceania    | Recorde da Oceania (Oceania)          | DSQ / DQ                   | Desclassificado (Disqualified)            |   |                                      |
| Recorde da temporada  | Recorde da temporada do atleta (Season best) | Recorde sul-americano | Recorde sul-americano (South America) | NM                         | Sem marca (No mark)                       |   |                                      |